# Тверской карабинерный полк (1783)
Тверской карабинерный полк — кавалерийская воинская часть Русской императорской армии, сформированная в 1783 году и упразднённая в 1796 году.

## История
28 июня 1783 года из казаков Малороссийских полков сформирован 6-эскадронный Тверской конный полк Малороссийской конницы.
9 февраля 1784 года полк переименован в Тверской карабинерный полк.
6 июня 1789 года к Тверскому карабинерному полку присоединён Софийский карабинерный полк. Образованный полк назван Тверским конноегерским полком.
8 апреля 1790 года Тверской конноегерский полк, вместе с Кирасирским Военного Ордена и Казанским кирасирским полками, присоединён к Лейб-Кирасирскому полку для формирования 30-эскадронного полка.
26 мая 1790 года два эскадрона выделены на сформирование Киевского конноегерского полка.
8 февраля 1792 года 30-эскадронный Лейб-Кирасирский полк разделён на прежние, составившие его полки, причём вместо Тверского конноегерского полка образованы вновь Тверской карабинерный и Софийский карабинерный полки.
29 ноября 1796 года повелено Тверской карабинерный полк расформировать, а его состав распределить по другим кавалерийским полкам.

## Боевые действия
Полк принял участие в Русско-турецкой войне 1787—1791 годов.